# Élisabeth Copet-Rougier
Élisabeth Copet-Rougier est une ethnologue africaniste française (1949-1998), surtout connue pour ses contributions à l'étude comparative des systèmes de parenté.

## Carrière
Née le 23 juillet 1949 à Niort, dans les Deux-Sèvres, Élisabeth Rougier est reçue au baccalauréat de philosophie en 1967 à Paris et à la maîtrise de sociologie avec certificat d'ethnologie en 1971. Elle s'inscrit alors à l'École pratique des hautes études pour y suivre une formation à la recherche en anthropologie sous la direction de Claude Tardits et, en 1977, elle obtient le doctorat de 3e cycle en ethnologie, avec une thèse sur « l'organisation sociale des Mkako », peuple de l'Est du Cameroun qui restera son principal sujet d'étude.
Entrée au CNRS comme chercheur en 1980, elle y est promue chargée de recherche en 1983. La même année, elle est affectée au Laboratoire d'anthropologie sociale (LAS), organisme fondé par Claude Lévi-Strauss et qui relève à la fois du Collège de France, du CNRS et de l'EHESS. Membre du conseil de rédaction de L'Homme, revue d'anthropologie publiée par l'EHESS, elle se voit confier l'organisation de la recherche en équipes au LAS, celle du séminaire de la chaire d'étude comparée des sociétés africaines de Françoise Héritier au Collège de France et l'édition des travaux qui en sont issus. En 1991, elle est promue directrice de recherche et, succédant à Pierre Lamaison, elle est nommée directrice adjointe de Françoise Héritier au Laboratoire d'anthropologie sociale, dont elle prend la direction en 1995 tout en restant sous-directrice au Collège de France.

## Travaux
En tant qu'africaniste, Élisabeth Copet-Rougier retourne sur le terrain pendant treize ans, de 1972 à 1985. Elle travaille principalement sur les Mkako, peuple qui vit à l'Est du Cameroun. Elle s'intéresse également aux Masaï du Kenya. Elle compare les modes de choix du conjoint chez ces deux populations, éloignées l'une de l'autre, mais qui obéissent toutes deux à des règles « semi-complexes » d'alliance, et elle se penche sur les problèmes posés à ces populations par l'évolution des appellations familiales. On a pu relever, à ces propos, l'attention spéciale qu'elle accorde aux relations entre les conceptions sociale, spirituelle (ou symbolique) et biologique de la parenté, à leurs différences, mais aussi à leur caractère indissociable. Élisabeth Copet-Rougier étudie d'autre part, chez ces mêmes groupes, les représentations liées à la sorcellerie, aux thèmes du corps ou du sang, aux rapports avec les animaux, ainsi que l'histoire de leur peuplement.

## Publications

### Thèse
- 1977 : Ngélébock : Essai d'analyse de l’organisation sociale des Mkako Mbogendi (thèse de 3e cycle de l’École pratique des hautes études-Paris X), 1977, 545 p., 2 vol.

### Titres et travaux
- 1991 : Titres et travaux (candidature au concours de directeur de recherche de deuxième classe au CNRS, section 38), janvier 1991, 33 p., dactyl..

### Articles
- 1978 : « Les Établissements humains d’une société lignagère en milieu de transition (Sud-Est Cameroun) », Information sur les sciences sociales, Londres, vol. 17, nos 4-5,‎ 1978, p. 703-734.
- 1979 : « Parenté et rapports de production dans une société camerounaise », L’Ethnographie, Paris, Société d’ethnographie de Paris, vol. 79,‎ 1979, p. 7-39.
- 1980 : « Mariage et inceste : L’Endogamie dans une société à fortes prohibitions matrimoniales », Bulletin de la Société d’anthropologie du Sud-Ouest, Bordeaux, vol. 15, no 1,‎ 1980, p. 15-53.
- 1981 : « Qu’est-ce que la parenté ? : Introduction au concept de « nature de la parenté » en anthropologie sociale », SOMA, Bordeaux, vol. 2, no 4,‎ 1981, p. 1-14.
- 1986 : « Catégories d’ordre et réponses aux désordres », Droits et cultures, Paris X-CNRS, vol. 11,‎ 1986, p. 79-88.
- 1986 : « Introduction », Cahiers ethnologiques, Bordeaux, université Bordeaux-II, no 7 « Pratiques de soins, pratiques magiques (compte rendu du séminaire de l’AFA-Bordeaux, 1981-1982) »,‎ 1986, p. 1-8.
- 1986 : « Pouvoirs et maladies, devins et guérisseurs », Cahiers ethnologiques, Bordeaux, université Bordeaux-II, no 7 « Pratiques de soins, pratiques magiques (compte rendu du séminaire de l’AFA-Bordeaux, 1981-1982) »,‎ 1986, p. 74-96.
- 1986 : avec Philip Burnham et Philip Noss, « Contribution ethnolinguistique à l’histoire de l’Est-Cameroun », Païdeuma, vol. 32,‎ 1986, p. 87-128.
- 1987 : « Du clan à la chefferie dans l'Est du Cameroun », Africa, vol. 57, no 3,‎ 1987, p. 345-362 (présentation en ligne).
- 1987 : avec Françoise Héritier-Augé, « L’Anthropologie de la parenté », Le Courrier du CNRS, no 67, suppl. « Images des sciences de l’Homme : Ethnologie, anthropologie, préhistoire »,‎ 1987, p. 40-44.
- 1988 : « Le Jeu de l’entre-deux : Le Chien chez les Mkako (Est-Cameroun) », L’Homme, vol. 28, no 4 « Les Animaux : Domestication et représentation »,‎ 1988, p. 108-121 (lire en ligne).
- 1989 : « Idéologie et symbolisme dans les rapports hommes-femmes », Psychanalystes : Revue du collège des psychanalystes, no 33 « Symboliser »,‎ 1989, p. 64-78.
- 1989 : (it) « Il cane come confine tra natura e cultura », Il Piccolo Hans, vol. 15, no 66,‎ 1989, p. 103-123 (trad. du « Jeu de l’entre-deux », L’Homme, 1988).
- 1989 : « L’Autre, l’Autre de l’autre et l’Autre de soi dans les représentations de la sorcellerie, du cannibalisme et de l’inceste », dans Actes du colloque « Lo straniero, ovvero l’identita culturale a confronto », université des lettres et philosophie de Sienne, décembre 1989.
- 1990 : avec Pierre Bonte, « Groupes de parenté et stratégies matrimoniales », Publications de l’École française de Rome, vol. 129, no 1 « Actes de la table ronde « Parenté et stratégies dans l’Antiquité romaine », du   2 au 4 octobre 1986, Paris, maison des sciences de l'Homme »,‎ 1990, p. 253-266 (lire en ligne).
- 1991 : « Rapport de synthèse de la session « Complémentarité entre parenté et relations affectives » », dans Actes du colloque « Culture, psychanalyse, interprétation », Paris, CNRS et LAS, 1991.
- 1993 : avec Françoise Héritier, « Commentaires sur commentaire : Réponse à E. Viveiros de Castro », L'Homme, vol. 33, no 125,‎ 1993, p. 139-148 (lire en ligne).
- 1998 : (en) « Political-Economic History of the Upper Sangha », dans Heather Eves (éd.), Rebecca Hardin (éd.) et Stephanie Rupp (éd.), Resource Use in the Trinational Sangha River Region of Equatorial Africa : Histories, Knowledge Forms and Institutions, New Haven (Connecticut), Yale School of Forestry and Environmental Studies, Bulletin no 102, 1998 (lire en ligne), p. 51-72.
- 2000 : « Alliance, filiation, germanité : Entre vérités biologiques et métaphoriques », Sociétés contemporaines, no 38,‎ 2000, p. 21-32 (lire en ligne).

### Participations
- 1981 : « Les Kaka », dans Claude Tardits (éd.), Contribution ethnologique à l’histoire des civilisations du Cameroun, vol. 2, Paris, éditions du CNRS, 1981, p. 511-516.
- 1983 : « Chasseurs, pasteurs, agriculteurs : Rencontre dans un milieu de contact forêt-savane », dans Claude Raynaut (éd.), Milieu naturel, techniques et rapports sociaux (actes du colloque de l’Association française des anthropologues, 1981), Bordeaux, CNRS, 1983, p. 7-20.
- 1984 : « Le petit poisson cherche l’eau froide » : Espaces politiques et parentaux chez les Mkako (Cameroun) », dans Espace et pouvoir : L’Exemple des sociétés multicentrées (compte rendu du séminaire de l’AFA-Bordeaux, 1980-1981), Bordeaux, MSH-Aquitaine-CEGET, 1984, p. 29-38.
- 1984 : « Anthropologie », dans Encyclopedia universalis, 1984, p. 239-246.
- 1985 : « Contrôle masculin, exclusivité féminine dans une société patrilinéaire », dans Jean-Claude Barbier (éd.), M. Bekomboo, E. Copet-Rougier, Jeanne-Françoise Vincent et al., Femmes du Cameroun : Mères pacifiques, femmes rebelles, Paris, ORSTOM, Karthala, coll. « Hommes et sociétés », 1985, 402 p. (ISBN 2-86537-129-8, lire en ligne), p. 153-180.
- 1986 : (en) « Le mal court » : Visible and Invisible Violence in an Acephalous Society – Mkako of Cameroon », dans David Riches (éd.), The Anthropology of Violence, Oxford, Blackwell, 1986, p. 50-69.
- 1987 : « « L’antilope accouche toujours de l’éléphant » (devinette Mkako) : Étude de la transformation du mariage chez les Mkako du Cameroun », dans David Parkin (éd.) et David Nyamwaha (éd.), Transformations of African Marriage, Manchester University Press for the International African Institute, 1987 (présentation en ligne), p. 75-92.
- 1988 : « Vom Clan zum Häuptlingstum : Diachronische Untersuchung der politischen und verwandtschaftlichen Systeme in akephalen Gesellschaften Kamerun », dans Édouard Conte (éd.), Macht und Tradition in Westafrika, Francfort et Paris, Campus Verlag-MSH, 1988, p. 125-149.
- 1989 : « Femme : Perspectives anthropologiques », dans Encyclopedia Universalis, Paris, Universalia, 1989, p. 347-350.
- 1990 : « Le Clan, le Lieu, l’Alliance », dans Françoise Héritier-Augé (éd.) et Élisabeth Copet-Rougier (éd.), Les Complexités de l’alliance, vol. 1 : Systèmes semi-complexes, Archives contemporaines, coll. « Ordres sociaux », 1990, p. 193-231.
- 1991 : « Alliance », « Clan » et « Résidence », dans Pierre Bonte (dir.) et Michel Izard (dir.), Dictionnaire de l'ethnologie et de l’anthropologie, Paris, PUF, 1991, p. 39-43, 152-153 et 626-629.
- 1991 : « Introduction », dans Françoise Héritier-Augé (éd.) et Élisabeth Copet-Rougier (éd.), Les Complexités de l’alliance, vol. 2 : Les Systèmes complexes d’alliance matrimoniale, Archives contemporaines, coll. « Ordres sociaux », 1990, p. 1-27.
- 1994 : « Le Mariage « arabe » : Une approche théorique », dans Pierre Bonte (éd.), Épouser au plus proche : Inceste, prohibitions et stratégies matrimoniales autour de la Méditerranée, Paris, éditions de l'EHESS, 1994, p. 453-473.

### Direction d'ouvrage
- 1990-1994 : Françoise Héritier (dir.) et Élisabeth Copet-Rougier (dir.), Les Complexités de l'alliance, Paris, Archives contemporaines, coll. « Ordres sociaux ».
  - 1990 : vol. 1 : Les Systèmes semi-complexes, 263 p.[6]
  - 1991 : vol. 2 : Les Systèmes complexes d'alliance matrimoniale, 263 p.[7]
  - 1993 : vol. 3 : Économie, politique et fondements symboliques (Afrique), XVIII-218 p.[8]
  - 1994 : vol. 4 : Économie, politique et fondements symboliques, 263 p.
- 1995 : Françoise Héritier (dir.) et Élisabeth Copet-Rougier (dir. et préf.), La Parenté spirituelle, Paris, Archives contemporaines, coll. « Ordres sociaux », 1995, 293 p.[9]